# Мюллер, Фриц (зоолог)
Фриц Мюллер (нем. Fritz Müller; полное имя Иоганн Фридрих Теодор Мюллер нем. Johann Friedrich Theodor Müller; 1822—1897) — немецкий естествоиспытатель.

## Биография
Учился математике и естественным наукам в Берлине и Грейфсвальде, в 1844 г. — доктор философии, в 1852 г. переселился в Бразилию; здесь Мюллер сначала жил колонистом, затем в 1856 г. стал учителем гимназии в Эстерро на о-ве Св. Екатерины, где познакомился с фауной моря и собрал материалы для своих работ.
В 1867 г. Мюллер вследствие вторжения иезуитов в гимназию принужден оставить свою должность и поселился в Блуменау, среди девственных лесов, где преимущественно изучал жизнь насекомых и их отношения к миру растений. Мюллер был одним из самых талантливых последователей Дарвина и немало способствовал развитию и распространению теорий эволюции, подбора и пр.
Научные исследования Мюллера касаются преимущественно дарвинизма, биологии, филогении низших животных и растений, симбиоза и мн. др.
Главнейший его труд: «Für Darwin» (заключает в себе великолепное описание истории развития ракообразных, 1864); в этом труде Мюллер впервые ясно изложил основной так называемый биогенетический закон. Прочие работы Мюллера касаются анатомии и эмбриологии низших морских животных, взаимных отношений насекомых и цветов и т. д.